# أوسكار باول
أوسكار باول (بالألمانية: Oscar Paul)‏ هو عالم موسيقى وصحفي وعازف بيانو ألماني، ولد في 8 أبريل 1836 في Gozdnica ‏ في بولندا، وتوفي في 18 أبريل 1898 في لايبزيغ في ألمانيا.

## وصلات خارجية
- أوسكار باول على موقع ميوزك برينز (الإنجليزية)